# Ruth Loah
Ruth Loah (* 27. September 1933 in Hannover; † 23. Februar 2017 in Hamburg) war eine langjährige Mitarbeiterin und Vertraute von Helmut Schmidt. Nach dem Tod von dessen Ehefrau Loki wurde sie seine Lebensgefährtin.

## Leben
Loah wurde in Hannover als Tochter eines Facharbeiters geboren. 1962 war sie bereits Sekretärin von Helmut Schmidt, später arbeitete sie sowohl bei der Wochenzeitung Die Zeit als auch in seinem Privatarchiv für ihn. Außerdem wirkte sie an vielen seiner Bücher mit, in einem Fall als Mitautorin. 
In der Sendung Menschen bei Maischberger bezeichnete Schmidt Ruth Loah als seine „Freundin“. Weiter erklärte er, mit ihr seit Jahrzehnten in einem engen Vertrauensverhältnis zu stehen. Es sei eine „selbstverständliche Entwicklung“ gewesen, dass aus diesem Vertrauensverhältnis nach Lokis Tod eine Liebesbeziehung wurde. Für das öffentliche Interesse an dieser Beziehung zeigte Schmidt Verständnis. Auch erklärte er, nicht mit seiner neuen Partnerin zusammen zu wohnen.  
Nach Schmidts Tod im November 2015 zog Loah in die Seniorenresidenz Augustinum, in der damals auch Nadja Tiller lebte. Ruth Loah ist auf dem Friedhof Tonndorf begraben.

## Publikationen
- mit Helmut Schmidt, Loki Schmidt et al.: Kindheit und Jugend unter Hitler, Pantheon, München 2012, ISBN 978-3-570-55183-7.